# Allsvenskan 1980
L'edizione 1980 del campionato di calcio svedese (Allsvenskan) vide la vittoria finale dell'Östers IF.
Capocannoniere del torneo fu Billy Ohlsson (Hammarby IF), con 19 reti.

## Classifica finale
|    | Classifica      | G  | V  | N  | P  | GF | GS | Punti |
| -- | --------------- | -- | -- | -- | -- | -- | -- | ----- |
| 1  | Öster           | 26 | 13 | 11 | 2  | 41 | 16 | 37    |
| 2  | Malmö FF        | 26 | 13 | 9  | 4  | 37 | 22 | 35    |
| 3  | IFK Göteborg    | 26 | 12 | 10 | 4  | 45 | 26 | 34    |
| 4  | Brage           | 26 | 12 | 9  | 5  | 29 | 18 | 33    |
| 5  | Hammarby        | 26 | 11 | 8  | 7  | 49 | 31 | 30    |
| 6  | Elfsborg        | 26 | 8  | 12 | 6  | 32 | 26 | 28    |
| 7  | IFK Sundsvall   | 26 | 8  | 10 | 8  | 31 | 37 | 26    |
| 8  | Halmstad        | 26 | 8  | 9  | 9  | 32 | 28 | 25    |
| 9  | Kalmar          | 26 | 8  | 8  | 10 | 25 | 33 | 24    |
| 10 | IFK Norrköping  | 26 | 7  | 8  | 11 | 25 | 39 | 22    |
| 11 | Åtvidaberg      | 26 | 5  | 11 | 10 | 29 | 37 | 21    |
| 12 | Djurgården      | 26 | 7  | 7  | 12 | 24 | 37 | 21    |
| 13 | Landskrona BoIS | 26 | 5  | 7  | 14 | 26 | 46 | 17    |
| 14 | Mjällby         | 26 | 3  | 5  | 18 | 18 | 47 | 11    |

### Verdetti
- Östers IF campione di Svezia 1980.
- Landskrona BoIS e Mjällby AIF retrocesse in Division 2.